# Andreu Pi Pocurull
Andreu Pi Pocurull   (Barcelona, 1944) es un empresari català, president fundador del Grup tecnològic ICG Software.
Perit Industrial. El 1982, després d'una llarga carrera professional en llocs de responsabilitat a diferents empreses, s'incorpora en el sector de la noves tecnologies creant una xarxa d'establiments dedicats a la instal·lació, venda i manteniment de sistemes informàtics.
L'any 1985 crea la marca ICG Software amb l'objectiu de fabricar solucions tecnològiques per a empreses dels sectors de l'Hostaleria i el Comerç. El 1992 va reestructurar el grup i va iniciar el procés de fabricació de programari de manera industrial, creant un canal de distribució de productes ICG a Espanya.
El 1995, després d'un llarg procés d'investigació, va presentar una solució visual i tàctil per al sector de l'hostaleria, fet que el va portar a iniciar un procés d'internacionalització, accedint a nous mercats.

## Reconeixements
- 2010: Guardonat pels Amics de la Seu Vella per la seva col·laboració amb el Consorci del monument històric de la Seu Vella.[4]
- 2010: Premi PIMEC a la millor estratègia empresarial a través de la innovació i la internacionalització.[5][6][7][8]
- 2011: Guardonat com a “Gran Persona de Lleida” que atorga l'Associació Armats de Lleida pels valors d'empresa, la competitivitat i la internacionalització.[9][10]
- 2011: Premio Lideratge i Oportunitat 2010 que atorga la Diputació de Lleida.[11][12]
- 2013: Reconeixement com a patrocinador i col·laborador destacat en la nit del tennis lleidatà.[13][14]
- 2013: Premi Lideratge Empresarial dels Premis Lideratge 2013 de l'Escola de Negocis Ingenio.[15][16]
- 2014: Premi de la JCI en la categoria Empresa i Territori 2014.[17]